# Escape from Tibet
Escape from Tibet is een Britse documentairefilm uit 1997, geregisseerd door Nick Gray. De documentaire werd gemaakt in opdracht van de Britse zender Yorkshire Television (YTV).

## Inhoud
De documentaire volgt een groep Tibetanen die de gevaarlijke vlucht naar India wagen. Dit in de hoop te ontkomen aan de onderdrukking door de Chinezen. De groep heeft echter nauwelijks middelen om zich voor te bereiden op de tocht van rond de 2500 kilometer.
De groep moet vele gevaren overwinnen zoals de natuurelementen, en het feit dat ze door de Chinezen zijn opgegeven als vluchtelingen. Derhalve lopen ze een groot risico te worden teruggestuurd. Bovendien wil de veertiende dalai lama ook graag dat de Tibetanen in hun eigen land blijven daar hij bang is dat de Tibetaanse cultuur verloren zal gaan als te veel mensen het land verlaten.

## Prijzen en nominaties
In 1997 won “Escape from Tibet” op het Internationaal filmfestival van San Francisco de “Certificate of Merit”.